# Butllofa

Vesícula i butllofa.

Una butllofa és una lesió de la pell, una elevació circumscrita de l'epidermis, típicament és causada per la fricció, cremada congelament, exposició a certs productes químics o una infecció. La majoria de les butllofes estan omplertes amb un líquid clar anomenat sèrum sanguini o plasma. Tanmateix, les butllofes poden ser omplertes de sang (conegudes com a butllofa de sang) o de pus (si s'han infectat).
Una butllofa produïda per una cremada s'anomena flictena.
Quan esclata una butllofa, no s'han de treure les restes de la pell, ja que hi pot haver el risc d'una infecció.